# Florence Longpré
Florence Longpré, née à Mascouche, est une comédienne, autrice et scénariste québécoise.
Elle a été révélée au grand public grâce à son personnage de la maquilleuse Gaby Gravel de l'émission Like-moi, à Télé-Québec. Avec Pascale Renaud-Hébert, elle a créé la série télévisée M'entends-tu, diffusée d'abord à Télé-Québec, puis sur Netflix en 2020. Elle a coécrit la série Le temps des framboises, avec Suzie Bouchard, et elle est la co-scénariste, avec Guillaume Lambert, de la série Audrey est revenue. Cette dernière a remporté deux prix, dont le Grand Prix Dior, au festival Canneseries de 2022. Elle a également écrit la série Empathie, diffusée sur Crave en 2025.
Formée à l’Option-théâtre du Collège Lionel-Groulx, elle fait de l'improvisation depuis l'école secondaire. Pour payer ses études, elle a travaillé durant quatre ans en tant que préposée aux bénéficiaires,. Après avoir vécu dans la précarité, les choses déboulent à la suite de son passage au gala Les Olivier, en 2016. Cette soirée, dit-elle, a changé sa vie.

## Vie privée
Elle est en couple avec l'humoriste Pascal Cameron.